# Yvonne Ziegler
Yvonne Ziegler (* 1966 in Köln) ist eine deutsche Wirtschaftswissenschaftlerin mit dem Schwerpunkt Internationales Luftverkehrsmanagement. Sie forschte und publizierte zu den Themen Frauen in Führungspositionen und berufstätige Mütter in Japan und Deutschland.

## Forschung und Lehre
Yvonne Ziegler studierte Wirtschaftswissenschaft und promovierte in Personalwirtschaftslehre an der Wirtschaftsuniversität Wien. 1991 bis 2006 arbeitete sie für die Deutsche Lufthansa AG in verschiedenen Führungspositionen im In- und Ausland.
Seit 2007 hat sie die Professur für Betriebswirtschaft mit besonderem Schwerpunkt Luftverkehrsmanagement an der Frankfurt University of Applied Sciences inne. Von 2010 bis 2013 war sie Dekanin des Fachbereichs Wirtschaft und Recht. Seit 2010 ist sie Leiterin des dualen Master-Studiengangs MBA Aviation Management (Luftverkehrsmanagement), den sie mitkonzipiert hat. In Kooperation mit der Luftverkehrs-Hochschule Embry-Riddle Aeronautical University in Florida richtet er sich an potenzielle Führungskräfte, die sich für die internationalen Managementanforderungen des Luftverkehrs qualifizieren wollen.
2015 erschien die Buchveröffentlichung Karriereperspektiven berufstätiger Mütter mit Ergebnissen einer von Yvonne Ziegler und Regine Graml von 2008 bis 2010 durchgeführten ersten Frankfurter Karrierestudie. Die Wissenschaftlerinnen befragten 1800 Frauen in Fach- und Führungspositionen in Deutschland. Eine Erkenntnis der Studie ist die Aussage von 42 Prozent der Frauen, dass ihr Beruf keinen geringeren Stellenwert als die Familie habe. 72 Prozent gaben an, dass sie aufgrund ihrer Schwangerschaft Karriereeinschnitte erleben mussten. Ca. 50 Prozent fordern eine Quotenregelung mit Zielvereinbarungen für die Unternehmen.
Seit 2013 leitet sie ein EU-Projekt, das gemeinsam mit der indischen Partnerhochschule University of Petroleum and Energy Studies (UPES) an den Standorten Delhi, Mumbai und Bangaloru durchgeführt wird. Es beinhaltet Promotionen von je drei wissenschaftlichen Mitarbeitern der Frankfurt University of Applied Sciences und der UPES zu den Themen Luftfrachtsicherheit, Revenue Management, Social Media Marketing, Hedging von Kerosin, Privatisierung von Airports und Erfolgsfaktoren der indischen Low Cost Airlines.
In den Medien wurde Ziegler als Luftverkehrsexpertin zu den Herausforderungen moderner Flughäfen, insbesondere in Rheinland-Pfalz, interviewt.

## Publikationen (Auswahl)
- Japanische Frauen in Führungspositionen. Untersuchung des Karriereweges und der Motivation zum Aufstieg bei 25 Karrierefrauen. Rainer Hampp Verlag, München 1999, ISBN 3-87988-421-8. (zugl. Dissertation Wirtschaftsuniversität, Wien 1996)
- Karrieremöglichkeiten für Frauen in Unternehmen in Japan. In: Caroline Y. Robertson (Hrsg.): Japan wohin? – Wirtschaft, Politik und Gesellschaft im 21. Jahrhundert. Nomos Verlag, Karlsruhe 2001, ISBN 3-7890-7307-5, S. 105–126.
- mit Kathrin Lang und Marco Linz: Business-Aviation in Europa: Marktanalyse und Zukunftsausblick. Lit Verlag, Berlin/Münster 2012, ISBN 978-3-643-11576-8.
- Y. Ziegler, R. Gramml, C. Weissenrieder: Study of influencing factors of the organizational culture on the number and acceptance of women in leadership positions in the aviation industry in Germany. In: World Academy of Science, Engineering and Technology. 70/2012.
- Yvonne Ziegler, Regine Gramml, Caprice Weissenrieder: Karriereperspektiven berufstätiger Mütter. 1. Frankfurter Karrierestudie. Cuvillier Verlag, Göttingen 2015, ISBN 978-3-95404-983-7.